# КБА-117
КБА-117 і КБА-119 — українські 30-мм автоматичні гранатомети, версії радянських АГ-17 і АГС-17 відповідно. КБА-117 призначений для встановлення на бойові модулі, КБА-119 є станковим.

## Призначення
Призначений для враження живої сили і вогневих засобів супротивника, розташованих поза укриттям, у відкритих окопах (траншеях) і за природними складками місцевості (у виярках, ярах, на зворотних схилах височин).

## Загальні дані
КБА-117 — версія радянського АГ-17, призначена для установки у бойові модулі, з цих причин у гранатомета відсутні власні прилади прицілювання та ручний спуск.
У 2016 році розпочалися випробування КБА-117 як зброї для сухопутних військ України.
Встановлений у бойові модулі БМ «Грім», БМ «Шквал», БМ-3 «Штурм», БМ-5М.01 «Катран-М», БМ-7 «Парус» та інші.
Також створена «піхотна» версія гранатомета — КБА-119, яка була вдосконалена з метою підвищення вогневої потужності піхоти на марші, для чого були доопрацьовані деякі конструктивні особливості. Зокрема, на гранатомет передбачено встановити ручки, верстат і приціл.
Виготовляється державним підприємством КБ «Артилерійське озброєння».
На початку грудня 2020 року перша партія піхотних гранатометів КБА.117-02 пройшла приймально-здавальні випробування на полігоні 169-го навчального центру «Десна» з залученням фахівців 1285-го військового представництва МО України та вже передана Збройним Силам України.
Для стрільби з автоматичного гранатомета КБА-117 застосовується постріл з уламковою гранатою ВОГ-17, ВОГ-17М. Стрільба з гранатомета ведеться настильній або навісний траєкторії, одиночним або автоматичним вогнем.
Офіційно прийнятий на озброєння Збройних Сил України в 2019 році.
30 мм автоматичний гранатомет призначений для ураження живої сили та огневих засобів супротивника, розташованих поза укриттям, у відкритих окопах і траншеях і за природними перешкодами місцевості.
Ціна КБА-117 - 140 000 грн. На 2014 рік.

## Модифікації
- КБА-117 — модифікація, версія радянського АГ-17. Гранатомет встановлюється на бойові модулі бронетехніки.
- КБА-119 — модифікація для піхоти, версія радянського АГС-17. Гранатомет встановлюється на станок-триногу.
- КБА.117-02 — піхотна модифікація[4]. 06.12.2020 - за повідомленням прес-служби ДП "Конструкторське бюро "Артилерійське озброєння" (входить до складу ДК "Укроборонпром"), фахівцями підприємства було успішно завершено приймально-здавальні випробування партії гранатометів КБА-117-02. Перша партія 30 мм автоматичних станкових гранатометів КБА-117-02 "піхотний варіант" виготовлених КБАО була випробувана на полігоні 169 навчального центру "Десна". З нових гранатометів, за участю представників 1285 військового представництва Міноборони, була проведена серія тестових пострілів в одиничному режимі та при стрільбі чергами. Раніше в жовтні 2020 р. відбулися успішні типові випробування 30 мм автоматичного станкового гранатомета КБА-117-02, який був доопрацьований до виду піхотного аналога радянського АГС-17. Доопрацювання озброєння (до "піхотної версії"), яке до цього використовувалося лише в варіанті для встановлення на бойові модулі, було започатковане після неодноразових звернень українських військових. Оскільки ЗСУ почало відчувати потребу в такому типі озброєння.[8]

## Характеристики
- Калібр, мм: 30
- Постріл: ВОГ-17 ( ВОГ-17М )
- Габаритні розміри ( Д х Ш х В ), мм: 840 x 142 x 145
- Маса гранатомета без стрічки, не більше, кг: 18
- Маса спорядженої стрічки на 29 пострілів, кг: 14,5
- Маса пострілу, кг: 0,35
- Маса гранати кг: 0,28
- Маса вибухової речовини, кг: 0,0036
- Початкова швидкість гранати, м/с: 185
- Ствольна енергія, Дж: 4791
- Темп стрільби, постр/хв.: 400
- R розльоту забійних уламків ВОГ-17М, кв.м: 71
- R ураження уламками з ймовірністю 90%, м: 7
- Ствольна енергія, Дж: 4791
- Прицільна дальність, м: 1700
- Мінімальна дальність навісної стрільби, м: 1000
- Висота максимальна траєкторії, м: 905
- Дальність прямого пострілу по цілі вис. 2 м: 250
- Режим вогню: безперервний
- Нарізи: 12[5]

## Оператори
- Україна: Збройні Сили України, прийнятний на озброєння в 2019 році[4]

## Галерея

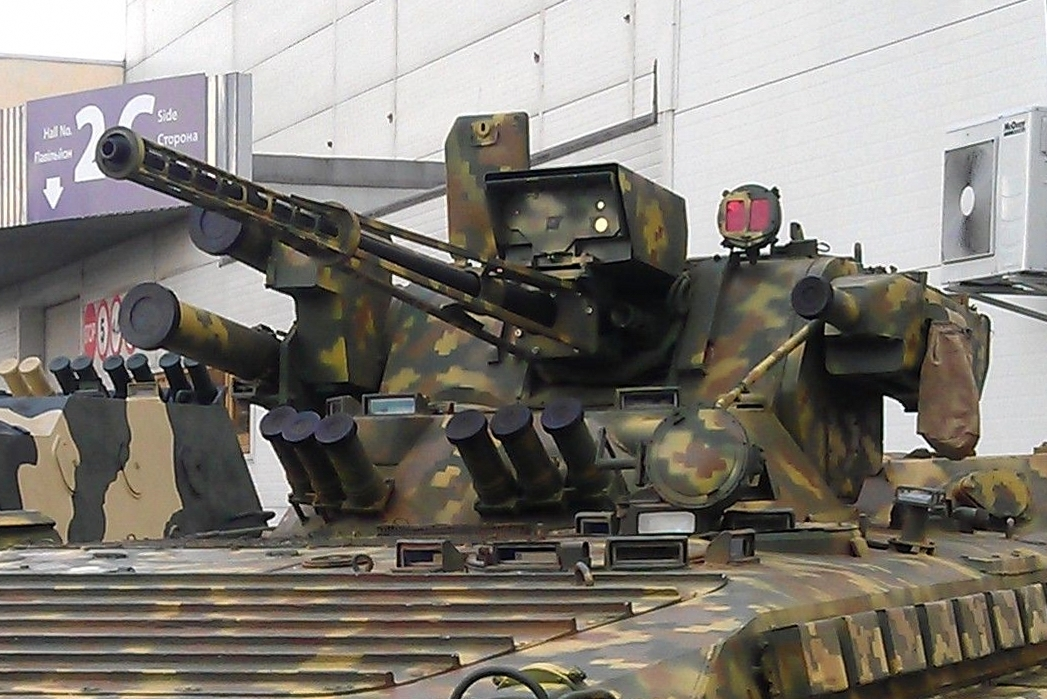
КБА-117 на модулі «Шквал»
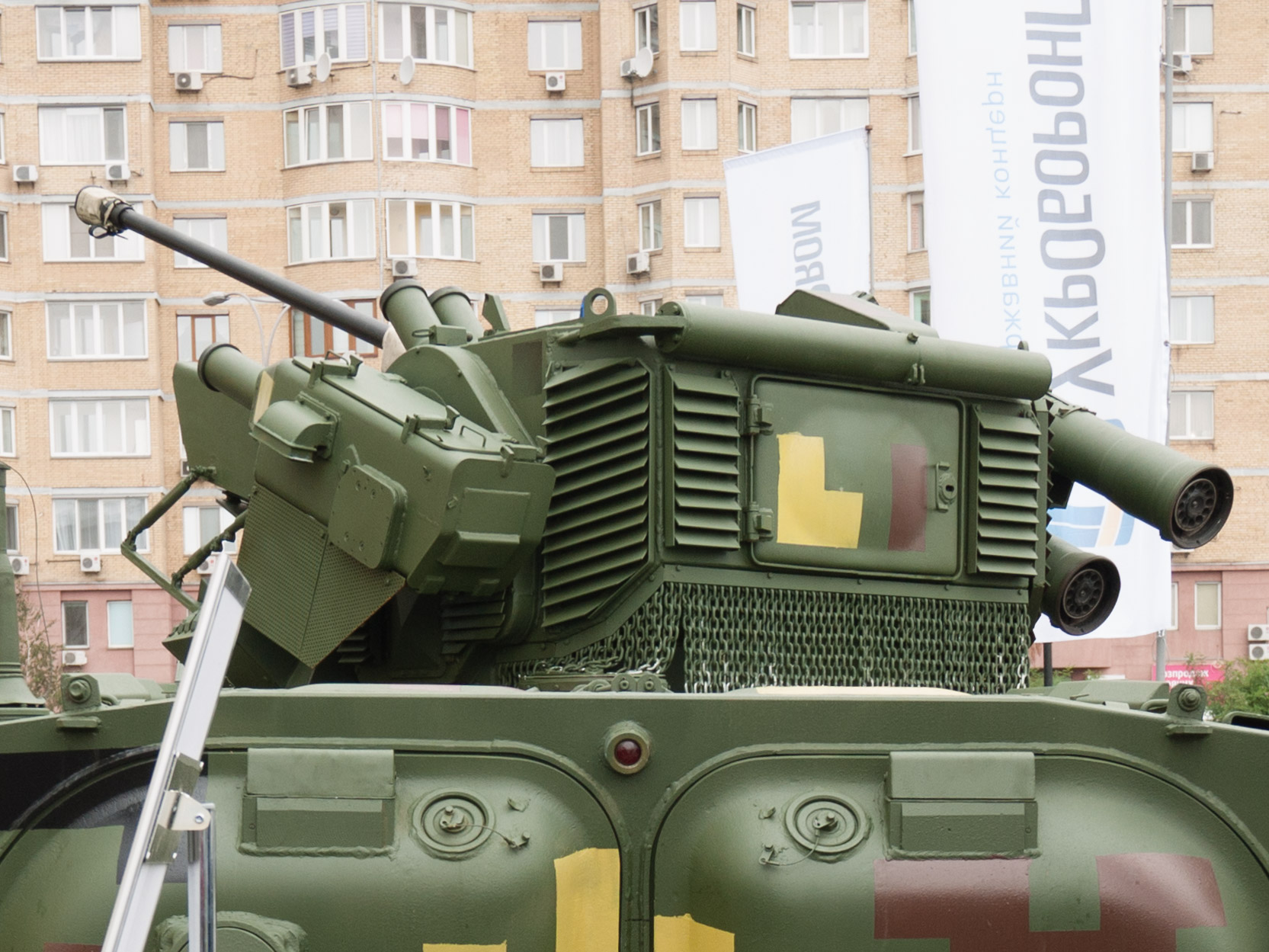
КБА-117 вид позаду (зліва на башті)